# Himalia (satélite)
Himalia é a maior lua irregular de Júpiter. Foi descoberta em 3 de dezembro de 1904 pelo astrônomo estadunidense Charles Dillon Perrine, no observatório Lick, na Califórnia. A lua recebeu o nome da ninfa Himalia, que na mitologia grega teve três filhos com Zeus.
Em 19 de dezembro de 2000 a sonda espacial Cassini-Huygens logrou tirar uma foto de baixa resolução de Himalia, mas que não pôde ser observada com clareza devido à distância.
O satélite Himalia somente recebeu este nome em 1975; antes disso era simplesmente chamada de Júpiter VI. Entre 1955 e 1975 ela também foi chamado de Héstia.
Um dos grupos de luas de Júpiter tem seu nome.